# Сальс-ле-Шато
Сальс-ле-Шато́ (фр. Salses-le-Château, кат. Salses - Са́лсас) — муніципалітет у Франції, у регіоні Окситанія, департамент Східні Піренеї. Населення — 3752 особи (01.01.2021).
Сальс-ле-Шато є найпівнічнішою точкою історичної Каталонії, що було закріплено у 1258 р. Корбейським договором між Каталонією та Францією. У 1497 р. у містечку було побудовано замок для захисту північних кордонів Каталонії від нападів французів. 

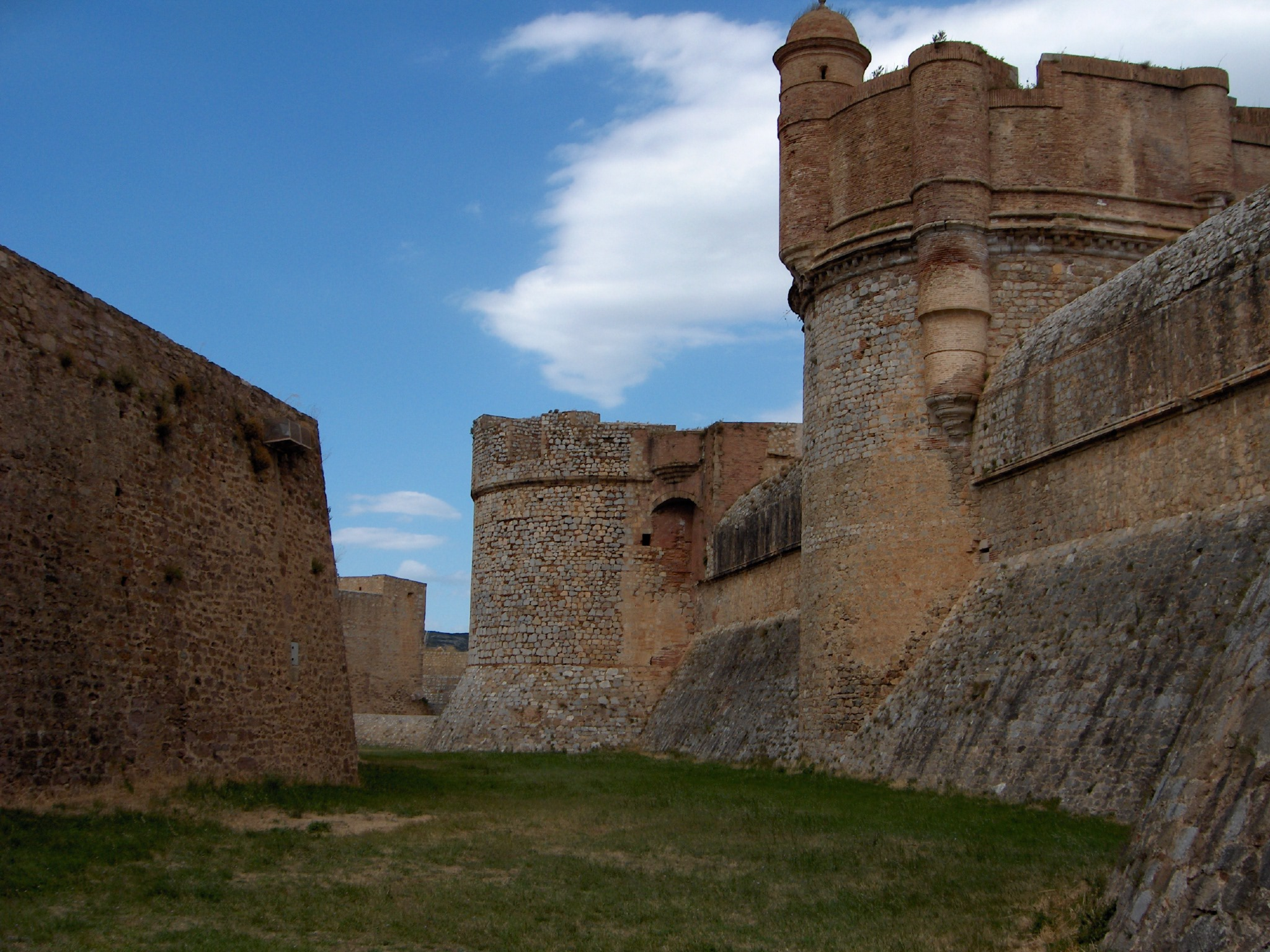
Замок-фортеця у Сальс-ле-Шато

Сальс-ле-Шато з 1642 р. перебуває у складі Франції. 
Муніципалітет розташований на відстані близько 670 км на південь від Парижа, 120 км на південний захід від Монпельє, 16 км на північ від Перпіньяна.
Див. також Брама каталанських країн.

## Сальс-ле-Шато (Салсас) – північна межа каталанських країн
Сальс-ле-Шато історично є північною межею Каталонії – існує приказка, що «кордони Каталонії на півдні змінюються, але на півночі кордоном незмінно є Салсас» (через те, що велика кількість валенсійців не вважає себе каталонцями, тому південна межа каталанських країн на їхню думку має проходити між Каталонією та Валенсією, в районі р. Ебро; окрім того лінгвістична межа поширення каталанської мови не збігається з кордоном між Валенсією та Мурсією, а знаходиться трохи північніше, на території Автономної області Валенсія; з історичної точки зору, реконкіста Каталонії відбувалася саме з півночі на південь, і її північний кордон завжди залишався біля міста Салсас, постійно просуваючися на південь: наприклад, Петро І Арагонський визначав Каталонію від Салсаса до Льєйди).
Каталонці так визначають історичні кордони каталанських країн : «від Салсаса (Північна Каталонія) до Ґуардамара (Валенсія), від Фраги (Західна смуга) до Мао (Балеарські острови)» (кат. De Salses a Guardemar, de Fraga a Maó).

## Брама каталанських країн
На території комуни у 2003 р. було побудовано пам’ятник «Браму каталанських країн», що позначає північну межу каталанських країн. Він розташований поряд з автострадою, яка з’єднує Перпіньян та Нарбонну (на місці античного шляху Ві́а Домі́ція). 
Пам’ятник було відкрито 28 серпня 2003 р. після бл. 20 років справжньої боротьби з офіційною французькою владою, яка за будь-якої нагоди намагалася зірвати будівництво. Проєкт та побудову пам’ятника було здійснено «Союзом за каталонський регіон».

## Історія
До 2015 року муніципалітет перебував у складі регіону Лангедок-Русійон. Від 1 січня 2016 року належить до нового об'єднаного регіону Окситанія.

## Демографія
Динаміка населення (Insee ):
Розподіл населення за віком та статтю (2006):
| Стать | Всього | До 15 років | 15-24 | 25-44 | 45-64 | 65-85 | Понад 85 |
| --- | ------ | ----------- | ----- | ----- | ----- | ----- | -------- |
| Чоловіки | 1332   | 224         | 120   | 392   | 336   | 220   | 40       |
| Жінки | 1436   | 212         | 140   | 368   | 352   | 280   | 84       |
| \| Статево-вікова піраміда \| Статево-вікова піраміда \| Статево-вікова піраміда \| \| ----------------------- \| ----------------------- \| ----------------------- \| \| Чоловіки \| Вік \| Жінки \| \| 40 \| 85 + \| 84 \| \| 56 \| 80-84 \| 52 \| \| 72 \| 75-79 \| 104 \| \| 40 \| 70-74 \| 64 \| \| 52 \| 65-69 \| 60 \| \| 60 \| 60-64 \| 72 \| \| 112 \| 55-59 \| 96 \| \| 80 \| 50-54 \| 88 \| \| 84 \| 45-49 \| 96 \| \| 76 \| 40-44 \| 84 \| \| 120 \| 35-39 \| 108 \| \| 80 \| 30-34 \| 108 \| \| 116 \| 25-29 \| 68 \| \| 72 \| 20-24 \| 68 \| \| 48 \| 15-20 \| 72 \| \| 88 \| 10-14 \| 64 \| \| 80 \| 5-9 \| 56 \| \| 56 \| 0-4 \| 92 \| |        |             |       |       |       |       |          |
| Статево-вікова піраміда |        |             |       |       |       |       |          |
| Чоловіки | Вік    | Жінки       |       |       |       |       |          |
| 40 | 85 +   | 84          |       |       |       |       |          |
| 56 | 80-84  | 52          |       |       |       |       |          |
| 72 | 75-79  | 104         |       |       |       |       |          |
| 40 | 70-74  | 64          |       |       |       |       |          |
| 52 | 65-69  | 60          |       |       |       |       |          |
| 60 | 60-64  | 72          |       |       |       |       |          |
| 112 | 55-59  | 96          |       |       |       |       |          |
| 80 | 50-54  | 88          |       |       |       |       |          |
| 84 | 45-49  | 96          |       |       |       |       |          |
| 76 | 40-44  | 84          |       |       |       |       |          |
| 120 | 35-39  | 108         |       |       |       |       |          |
| 80 | 30-34  | 108         |       |       |       |       |          |
| 116 | 25-29  | 68          |       |       |       |       |          |
| 72 | 20-24  | 68          |       |       |       |       |          |
| 48 | 15-20  | 72          |       |       |       |       |          |
| 88 | 10-14  | 64          |       |       |       |       |          |
| 80 | 5-9    | 56          |       |       |       |       |          |
| 56 | 0-4    | 92          |       |       |       |       |          |

## Економіка
2010 року серед 1878 осіб працездатного віку (15—64 років) 1350 були активними, 528 — неактивними (показник активності 71,9%, у 1999 році було 66,3%). З 1350 активних мешканців працювала 1121 особа (619 чоловіків та 502 жінки), безробітними було 229 (105 чоловіків та 124 жінки). Серед 528 неактивних 121 особа була учнем чи студентом, 195 — пенсіонерами, 212 були неактивними з інших причин.

У 2010 році в муніципалітеті числилось 1302 оподатковані домогосподарства, у яких проживали 3094,5 особи, медіана доходів виносила 15 237 євро на одного особоспоживача